# Clivus Publicius
Il Clivus Publicius (clivo Publicio) era una strada della XIII regione augustea dell'antica Roma. Fu la prima strada ad essere realizzata che permetteva di salire sulla sommità del quartiere plebeo dell'Aventino. Corrisponde all'odierno Clivo dei Publicii.

## Storia
Il clivo fu realizzato tra il 241 a.C. e il 238 a.C. dagli edili plebei Lucio e Marco Publicio Malleolo con il denaro ricavato dalle sanzioni per appropriazione indebita.

## Descrizione
Il Clivus Publicius fu la prima strada carrozzabile che permise la salità sulla collina. Partiva dal Foro Boario, nei pressi della Porta Trigemina e del margine occidentale del Circo Massimo, in corrispondenza dell'odierno Clivo dei Publicii, e continuava lungo l'attuale via di Santa Prisca fino al Vicus Piscinae Publicae.
Dal clivo si staccava sulla destra un'altra strada antica, chiamata Vicus Armilustri (attuale via di Santa Sabina), che andava verso sud fino alla Porta Lavernalis delle mura Serviane.
Lungo il clivo sorgeva il Tempio di Diana.
Il clivo fu interessato dall'incendio del 203 a.C..